# Baronia d'Arcàdia
La baronia d'Arcàdia fou un feu del Principat d'Acaia, establert a l'inici de la conquesta i concedit el 1209 a Jofré I de Villehardouin, mariscal de Romania, que ja havia rebut anteriorment la baronia de Calamata. Estava situada a la part occidental de Messènia i tenia com a capital la fortalesa d'Arcàdia (Arkadia) o Ciparísia, sense relació amb la regió d'Arcàdia al centre del Peloponès.
La baronia d'Arcàdia el 1262 fou atorgada pel príncep Guillem II de Villehardouin a Vilain d'Aunoy, mariscal de Romania, un dels francesos nobles que havien emigrat de Constantinoble a la Morea després de la caiguda de l'Imperi Llatí el 1261 a mans de l'Imperi de Nicea; mentre Calamata estava temporalment en mans de la princesa Inés o Agnès de Courtenay, no només una dona, sinó grega, que aviat la va bescanviar juntament amb Clermont (la resta de la part de la seva quota vidual), per a altres terres en posicions estratègiques menys importants. Res no és més remarcable en la història de la Grècia franca que la rapidesa amb la qual la raça dels conqueridors es va extingir. Només havien passat dos generacions des que van trepitjar per primera vegada el Peloponès, però, ja moltes de les seves famílies estaven extintes. Les guerres quasi incessants del príncep Guillem II i el suïcidi racial que van cometre al mantenir-se els francs aïllats i en la mesura del possible, com una casta a part dels grecs, havien tingut els resultats naturals i on es van casar amb els nadius, els fills eren gairebé sempre més grecs que francs, per lo que acabaven servint als vaixells de l'emperador i lluitant per l'emperador a les batalles.
Vilain d'Aulnoy va llegar la meitat de la baronia al seu fill Erard I, i l'altra meitat a un altre fill, Jofré que fou conestable de Morea i parlava grec. El 1279, Erard va caure presoner dels romans d'Orient i probablement va morir, car no se'n tornen a tenir notícies, i el príncep Florenci d'Avesnes-Hainaut va confiscar aquesta meitat, que finalment va restituir al hereu legitim, Jofré, el 1293 (conestable de Morea 1290-1294). D'aquest va passar al seu fill Erard II mort vers el 1337 deixant la meitat de la baronia a la seva muller Balzana Grozzadini i l'altra meitat a la seva pròpia germana Agnès d'Aulnoy. La primera es va casar en segones noces amb Pere dalle Carceri i la segona en primeres noces amb Esteve el Negre, senyor de Saint-Sauveur per herencia del seu pare Nicolau el Negre o el Moro. Pere i Balzana no van tenir fills; Esteve i Agnès van deixar un fill i una filla; el fill, anomenat Erard III el Negre, va heretar Saint-Sauveur i la meitat d'Arcàdia el 1338 i l'altra meitat d'Arcàdia després de la mort de Pietro el 1340 i de Balzana el 1344. Va servir a Jaume II de Mallorca i fou mariscal d'Acaia per aquest rei el 1345; el 1348, un cavaller borgonyó, Lluís de Chafor, amb alguns companys, es va apoderar per sorpresa del castell d'Arcàdia i va tenir a l'esposa de Érard (de la que no se sap ni nom ni família) i a les seves filles captius fins que Erard va pagar un fort rescat.
Al morir Erard III el 1668, com que el seu únic fill mascle (nascut el 1361) havia mort jove, va deixar la baronia i la senyoria a la seva filla gran, de nom desconegut, casada amb Andrònic Asen Zaccaria, senyor de Damala, fill de Centurió I Zaccaria. Un nebot (fill de la filla d'Esteve i Agnès, que s'havia casat amb Joan Làscaris Calòfer) anomenat Erard IV Làscaris, va reclamar la baronia el 1388 i el 1391 dominava Bosselet, Sidirókastron i la Praye; Erad IV no va reeixir i finalment va morir sense descendència el 1409.
A la mort d'Asen Zaccaria el 1401 el va succeir el seu fill menor, sota regència del nebot Centurió II Zaccaria, que aviat va usurpar la corona i amb suport de Nàpols va dominar una part del Peloponès; però el 1429 Tomàs Paleòleg, dèspota de Morea, va ocupar Clarentza i Patres i el va asetjar a Khalandritsa i Centurió va haver de signar un tractat pel qual la seva filla Caterina es casaria amb Tomàs Paleòleg que esdevindria hereu del principat i les restes de les baronies i senyories llatines de Morea. El 1430 es va retirar a la fortalesa d'Arcàdia (situada fora de la regió d'aquest nom) que se li va permetre conservar; allí va morir dos anys després i la baronia va passar al despotat de Morea.
Un fill il·legítim, Joan Asen Zaccaria (+ a Roma el 1469), fou declarat príncep d'Acaia per rebels grecs el 1446 després que el sultà Murat II havia destruït el Hexamilion i infligit una humiliant derrota a Constantí Paleòleg (després emperador Constantí XI Paleòleg). Joan Asen fou capturat i empresonat amb el seu fill al castell de Klumutsi, del que va poder escapar reunint nous suport per una altra rebel·lió fins que es va haver de refugiar a Modon, que era veneciana, on se li va concedir una pensió (1457) i més tard es va retirar a Roma, on va morir. Va tenir almenys dos fills, un mascle i una femella. La filla es va casar a Oliverio Franco i va rebre Clarentza com a dot (1418) però la va vendre a Carles I Tocco el 1421.

## Barons
Segons Antoine Bon:
- Vilain I d'Aulnay, 1262–1269
- Erard I d'Aulnay, 1269–1279, la meitat
- Godofreu d'Aulnay, 1269–1297, l'altra meitat
- Vilain II d'Aulnay, 1297–?
- Erard II d'Aulnay, ?–abans de 1338, la meitat
- Inés o Agnès d'Aulnay, casada amb Esteve el Negre (casats el 1324), ?–abans de 1344, l'altra meitat
- Balzana Gozzadini, vídua d'Erard II, casada amb Pere dalle Carceri, vers 1338-?, una meitat
- Erard III el Negre, abans de 1344–1388
- Filla de nom desconegut d'Erard III amb el seu marit Andrònic Asan Zaccaria, 1388–1401
- Erard IV Zaccaria, pretendent 1388, domina territoris vers 1391-1401, mort 1409
- Centurió II Zaccaria, 1401–1432

## Genealogia

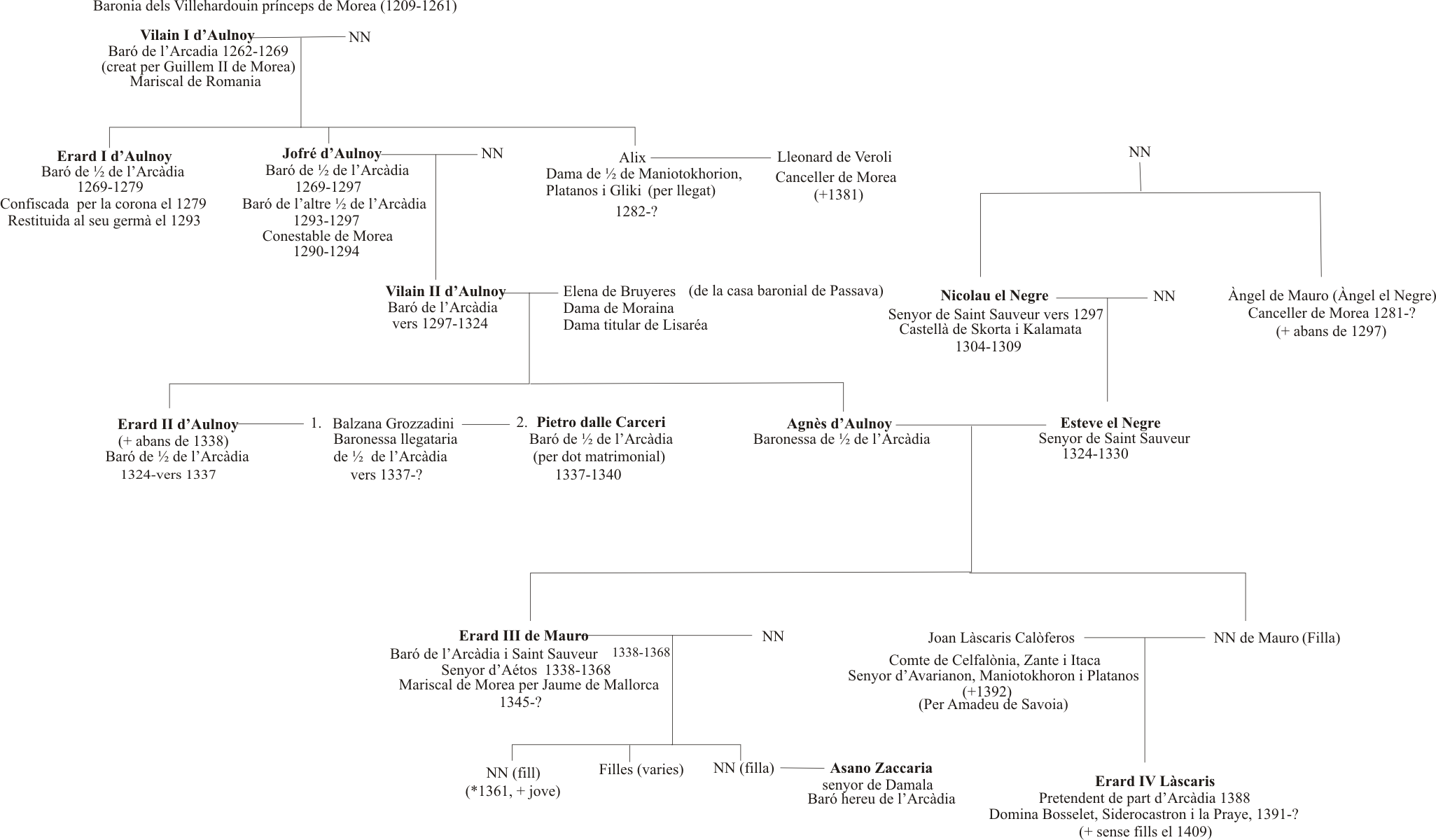
Genealogia dels barons d'Arcàdia i senyors de Saint-Sauveur

Segons Karl Hopf